# Abgeordnetenhaus von West Virginia

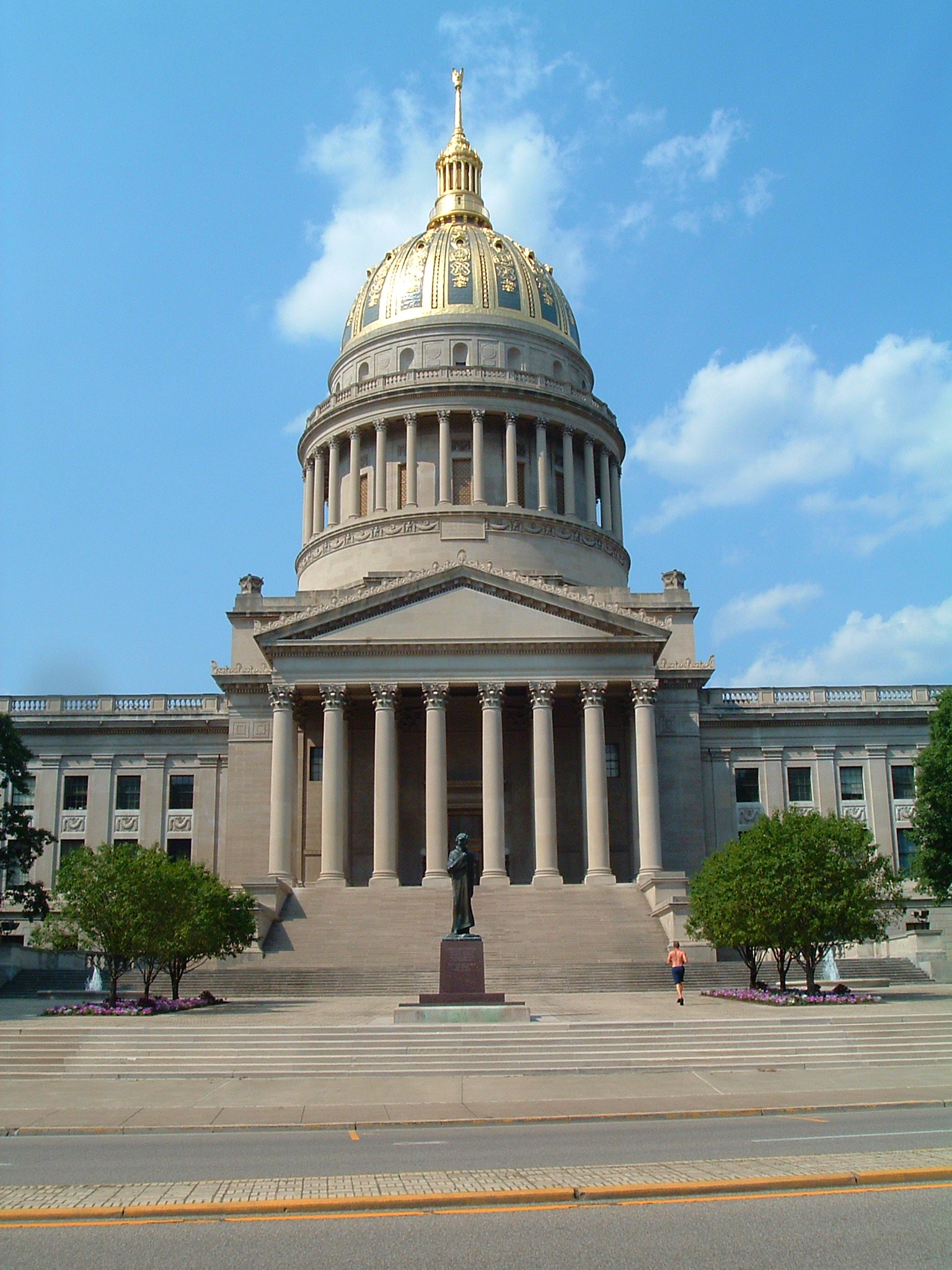
Das West Virginia State Capitol

Das Abgeordnetenhaus von West Virginia (West Virginia House of Delegates) ist das Unterhaus der West Virginia Legislature, der Legislative des US-Bundesstaates West Virginia. Es gibt nur drei Staaten (Maryland, Virginia und West Virginia), die ihre Unterhäuser House of Delegates nennen.
Die Parlamentskammer setzt sich aus 100 Abgeordneten zusammen, die jeweils einen Wahldistrikt repräsentieren. Die Abgeordneten werden jeweils für zweijährige Amtszeiten gewählt. Der Sitzungssaal des House of Delegates befindet sich gemeinsam mit dem Staatssenat im West Virginia State Capitol in der Hauptstadt Charleston.

## Struktur der Kammer
Vorsitzender des Repräsentantenhauses ist der Speaker of the House. Er wird zunächst von der Mehrheitsfraktion der Kammer gewählt, ehe die Bestätigung durch das gesamte Parlament folgt. Der Speaker ist auch für den Ablauf der Gesetzgebung verantwortlich und überwacht die Abstellungen in die verschiedenen Ausschüsse. Weitere wichtige Amtsinhaber sind der Mehrheitsführer (Majority leader) und der Oppositionsführer (Minority leader), die von den jeweiligen Fraktionen gewählt werden.

## Zusammensetzung nach der Wahl im Jahr 2022
| Partei | Partei                 | Abgeordnete |
| ------ | ---------------------- | ----------- |
|        | Demokratische Partei   | 12          |
|        | Republikanische Partei | 88          |
| Summe  | Summe                  | 100         |

### Wichtige Mitglieder
| Position                            | Name             | Partei       |
| ----------------------------------- | ---------------- | ------------ |
| Speaker                             | Roger Hanshaw    | Republikaner |
| Speaker pro tempore                 | Paul Espinosa    | Republikaner |
| Mehrheitsführer (Majority Leader)   | Eric Householder | Republikaner |
| Oppositionsführer (Minority Leader) | Sean Hornbuckle  | Demokrat     |